# Cygnus falconeri
Cygnus falconeri (лебідь велетенський) — вимерлий вид гусеподібних птахів родини качкових (Anatidae). Вид був названий на честь шотландського ботаніка, палеонтолога і герпетолога Г'ю Фальконера (1808—1865).

## Опис
Велетенський лебідь був близькоспорідненим з лебедем-шипуном і мешкав в середньому плейстоцені на Мальті і Сицилії. Викопні рештки цього виду відомі з раннього пліоцену (занклійський ярус), з шарів віком приблизно 5,3 млн років. Подібно до сицилійських карликових слонів (Palaeoloxodon falconeri) та інших середземноморських острівних ендеміків, цей вид, ймовірно, опинився в ізоляції на островах, коли рівень Середземного моря знову піднявся приблизно 5,3 млн років тому.
Дослідження скам'янілостей дозволило з'ясувати, що розміри велетенського лебедя перевищували розміри сучасного лебедя-шипуна на одну третину. Таким чином, довжина тіла птаха від кінчика дзьоба до кінчика хвоста становила 190-210 см (у лебедя-шипуна 145-160 см) при вазі, що перевищувала 16 кг, а розмах крил птаха становив 3 м. Велетенські лебеді були вищими (однак не важчими), ніж сицилійські карликові слони, що жили одночасно з ними на островах і досягали 0,9-1 м в холці.
Через свої розміри і масу Cygnus falconeri був, ймовірно, нелітаючим або погано літаючим птахом. На відміну від інших лебедів, він був добре пристосований до пересуваня по землі, де проводив доволі багато часу. Імовірно, основою його раціону були наземні рослини. Про те, що птах не шукав їжу в прибережних районах або в естуаріях, свідчать також порівняно невеликі сольові залози
Велетенський лебідь вимер в голоцені, до появи на островах людей, в результаті екстримальних кліматичних змін або внаслідок появи нових хижаків і конкурентів в місцях свого проживання. Його кістки можна побачити в печері-музеї Гхар-Далам в місті Бірзеббуджа.